# Medarbejderinvesteringsselskab
Medarbejderinvesteringsselskab (MS) er en selskabsform der blev oprettet forsøgsvis i Danmark i december 2014.
Selskabsformen giver medarbejdere mulighed for at investere en del af deres løn i virksomheden. 
Der betales ikke indkomstskat af indskudet.
Et eksempel på et medarbejderinvesteringsselskab er MS DC Pork Rønne, der blev oprettet i 2014 i forbindelse med redningsplanen for slagteriet Danish Crown i Rønne.